# Konieczno
Konieczno – wieś sołecka w Polsce położona w województwie świętokrzyskim, w powiecie włoszczowskim, w gminie Włoszczowa.
W latach 1954–1972 wieś należała i była siedzibą władz gromady Konieczno. W latach 1975–1998 miejscowość administracyjnie należała do województwa kieleckiego.

## Części wsi
| SIMC    | Nazwa             | Rodzaj     |
| ------- | ----------------- | ---------- |
| 0278095 | Gościniec         | część wsi  |
| 0278103 | Konieczno-Dąbrowa | część wsi  |
| 0278110 | Modrzewie         | część wsi  |
| 0278161 | Na Polu           | przysiółek |
| 0278126 | Pawłów            | część wsi  |
| 0278132 | Półanki           | część wsi  |
| 0278149 | Stara Wieś        | część wsi  |
| 0278155 | Wysyce            | przysiółek |

## Historia
Konieczno, wieś w powiecie włoszczowskim. Wymieniona w bulli papieskiej Innocentego II, z dnia 7 lipca 1136 w liczbie włości arcybiskupów gnieźnieńskich.
Arcybiskupi założyli tu kościół parafialny pw. Nawiedzenia NPM i św. Jadwigi, istniejący już w XIII w, dokładna data erekcji kościoła nie jest znana. Musiał już istnieć przed rokiem 1215 bowiem przy akcie erekcji kościoła parafialnego w Gawłuszowicach z r. 1215 obecnym był „Sigierandus plebanus de Konyeczno”.

Około r. 1394 wieś tę, zastawioną widocznie, zamierza odkupić arcybiskup gnieźnieński Dobrogost, wspominają o tym Długosz i zapis w dokumencie, opublikowanym w Kodeksie Wielkopolskim (Kodeks Wlkp n.7, 1308, 1953) i Długosz L.B. t.II, 397).
W roku 1540 Konieczno wraz ze wsiami: Denków, Motyczno, Międzylesie, Komparzów, Modrzewie i Gościęcin oraz Kurzelów jako siedziba klucza należał do dóbr stołowych arcybiskupa gnieźnieńskiego
W wieku XIX Konieczno opisano jako wieś w powiecie włoszczowskim, gminie Włoszczowa, parafii własnej. Leży na trakcie z Włoszczowy do Nagłowic.
Posiada kościół parafialny murowany i szkołę wiejską.
W roku 1827 było tu 76 domów 437 mieszkańców

Folwarki Konieczno i Pawłów w roku 1868 przyłączono do majoratu Brzegi radcy tajnego Milutina.
Parafia Konieczno w dekanacie włoszczowskim dawniej kurzelowskim liczyła 3099 dusz. Obecny kościół znany w 1882 – murowany wystawił arcybiskup gnieźnieński w roku 1785. (Jan Laski, liber beneficiorum t.I s.548.)
Według spisu powszechnego z roku 1921 miejscowość Konieczno posiadała 177 domów i 1121 mieszkańców. Łącznie ze wsią Konieczno spisano folwark Pawłów. Konieczno folwark posiadał 3 domy i 60 mieszkańców. Leśniczówka Konieczno 1 dom i 7 mieszkańców
26 sierpnia 1943 roku hitlerowcy dokonali pacyfikacji Konieczna. Zginęli podczas niej m.in. działacze komitetu okręgowego Polskiej Partii Robotniczej z Częstochowy.